# Xã Milford, Quận Somerset, Pennsylvania
Xã Milford (tiếng Anh: Milford Township) là một xã thuộc quận Somerset, tiểu bang Pennsylvania, Hoa Kỳ. Năm 2010, dân số của xã này là 1.553 người.